# Осовці (Гомельський район)
Осовці (трансліт.: Asaŭcy; біл. Асаўцы; рос. Осовцы) — село в Гомельському районі Гомельської області Білорусі. Входить до складу Бобовицької сільської ради. Він розташований біля південного заходу міста Гомель.

## Геологія
Поблизу села є Осовцовське родовище пісків. Шаруваті родовища дрібно- та середньозернистих пісків пов’язані з відкладами заплавної тераси річки Сож. Родовище експлуатується, піски придатні для виробництва силікатної цегли, стінових блоків.

## Історія
Село відоме з XVIII століття. Неподалік від села знаходиться ряд археологічних пам’яток.
До 21 червня 2007 року село входило до складу Давидівської сільської ради.

## Населення

### Чисельність
- 2004 — 303 жителі.

## Пам’ятки археології
- Мілоградська культура — 7-3 ст. до н. e.
- Зарубенська культура — 2 століття до н. е. — 5 століття н. е. (1,5 км на схід від села).